# Консерватория Малкина
Консерватория Малкина (англ. Malkin Conservatory of Music) — американская консерватория, действовавшая в Бостоне в 1933—1943 гг. под руководством виолончелиста Иосифа (Джозефа) Малкина.
Несмотря на краткий срок своего существования, консерватория Малкина привлекла к себе определённое внимание — прежде всего, как первое место работы эмигрировавшего в США из Германии Арнольда Шёнберга, преподававшего здесь композицию в течение первого учебного года. В педагогический коллектив консерватории входили также Эрнст Кшенек, Эгон Петри, Николай Слонимский, Роджер Сешенс, а среди студентов были Конлон Нанкарроу и Харольд Шапиро.
Эту консерваторию не следует путать с одноимённым учебным заведением, действовавшим в Нью-Йорке под руководством брата Джозефа, Манфреда Малкина (в ней, в частности, учились композитор Уильям Шуман и скрипач Джулиус Шульман).